# جزيرة جورس
جزيرة جورس هي بلدة، وضاحية في سانت لوسيا، تتبع حي غروس إسليت، بلغ عدد سكانها 21٬660 نسمة، تبلغ مساحتها 101٫528 كيلومتر مربع.

## أعلام
- إيدن تشارلز